# 숟가락

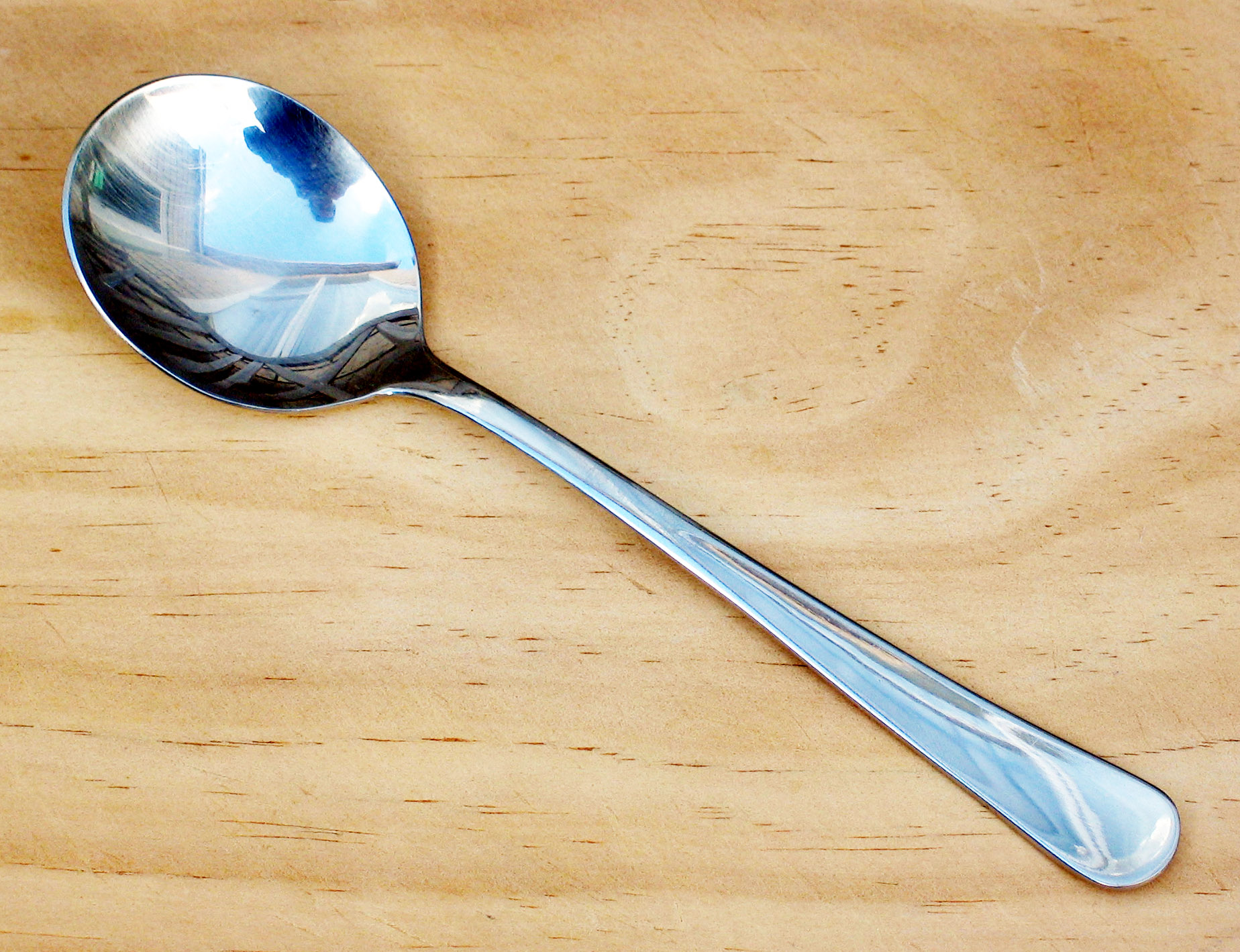
숟가락

숟가락 또는 스푼(영어: spoon)은 음식을 먹는 데 사용하는 도구다. 액체 음식, 젓가락이나 포크로 집기에 불편한 음식들을 먹는 데에 주로 사용되며, 요리에서 재료의 양을 재거나 재료를 혼합하는 데에도 사용된다.

## 역사

### 중국
동아시아에서는 중국에서 숟가락을 사용했다는 증거가 가장 오래되었다. 중국에서는 기원전 5000년 전의 것으로 보이는 숟가락이 출토되었다. 주나라 때에는 국자모양으로 생긴 숟가락을 사용하였다. 이 숟가락은 솥에서 삶은 고기를 꺼내기 위해서 사용되었던 것으로 보인다. 전국시대 후기에 국자형 숟가락은 사라지고 입과 손잡이가 분리된 주걱 모양의 숟가락이 사용되었다. 밥 먹는 데 편한 모양으로 개량된 것이다. 그러나 중국에서는 명나라 이후 숟가락은 점차 쇠퇴하고 젓가락 중심의 음식 문화가 자리를 잡았다. 이것은 중국 음식이 뜨거운 기름을 많이 함유하고 있는데 이것을 먹기에는 젓가락이 유리했기 때문이라는 주장이 있다. 당나라 이후 차 마시는 문화가 일상 생활에 자리 잡으면서 점차 국물이 있는 음식을 적게 먹게 되면서 자연히 숟가락이 퇴보했을 것이라는 주장도 있다. 오늘날 중국 북쪽의 사람들은 만둣국을 먹을 때에만 숟가락을 사용한다.

### 일본
일본에서는 일부 귀족만이 숟가락을 사용했는데, 12세기 초 고급 관리였던 후지와라 요리나가가 베푼 연회를 기룩호나 유취잡요초에는 숟가락을 사용한 기록이 있다. 일본인들은 야요이 시대에 이미 찰기가 있는 자포니카 계통의 쌀을 재배하였기 때문에 굳이 숟가락을 사용할 이유가 없었다고 주장한다.

### 한국
웅기 굴포리 서포항 유적에서 뼈피리와 함께 뼈숟가락이 발견되었다. 또, 라선특별시 유현동 초도유적에서도 짐승뼈를 갈아서 만든 숟가락이 발견되었다.
한국의 숟가락은 조선 전기까지는 중국의 것과 유사한 형태로 발전해 오다가 조선 중기 이후 독자적 형태로 발달하였다. 조선 중기 이후 숟가락의 자루는 길어지고 두꺼워지며 곧아졌다. 숟가락면은 둥글어지고 아래쪽이 점차 가늘어져서 오늘날의 형태로 되었다.
또한 음식문화가 점점 발달해 밥상에서 국을 먹는 문화가 정착되어, 국을 먹기 편리한 숟가락은 한민족의 밥상에서 필수적인 도구가 되었다.

## 숟가락의 종류와 용도
숟가락은 주로 수프, 스튜, 아이스크림과 같은 액체 또는 반액체 음식과 쌀, 설탕, 시리얼, 완두콩과 같이 포크로 쉽게 집어 올릴 수 없는 아주 작거나 가루로 된 고체 음식을 먹을 때 사용한다. 동남아시아에서는 숟가락이 식사 시 주로 사용되는 도구이며, 포크는 숟가락에 밥과 같은 음식을 올려놓거나 음식을 찌를 때 사용한다.
숟가락의 종류:
- 수프 스푼 - 수프를 먹기 위한 크고 둥근 그릇이 있다.
- 크림 수프 스푼-둥글고 표준 수프 스푼보다 약간 짧다.
- 티스푼 - 작고, 차나 커피를 저어 마시기에 적합하며, 표준 용량은 1/3 스푼이며, 요리에서 부피를 측정하는 단위이다.
- 큰 스푼-가정에서 가장 일반적인 유형이다.[6] 아이스크림과 수프에 사용하기도 한다.
- 국물 스푼 - 수프 스푼보다 약간 작은 둥근 모양의 그릇이다.
- 캐비어 스푼 - 일반적으로 자개, 금, 동물 뿔 또는 나무로 만들어지지만 은은 풍미에 영향을 줄 수 있다.[7]
- 중국 스푼 - 깊고 평평한 그릇에서 직접 튀어나온 짧고 두꺼운 손잡이가 있는 수프 스푼의 일종이다.
- 커피 스푼 - 애프터눈 커피 컵에 사용하는 작은 스푼(커피 스푼은 보통 티스푼보다 작음)
- 디저트 스푼 - 티스푼과 큰 스푼 사이의 중간 크기로 디저트를 먹을 때나 수프나 죽을 먹을 때 사용한다.
- 달걀 스푼 - 반숙 달걀을 먹을 때 사용하는 스푼으로, 티스푼보다 손잡이와 그릇이 짧고 끝이 뾰족하지 않고 넓게 둥글며 껍질에서 반숙 달걀을 꺼낼 수 있도록 디자인된 스푼이다.[8]

## 같이 보기
- 테이블스푼
- 나이프
- 포크
- 젓가락